# Cheumatopsyche robusta
Cheumatopsyche robusta là một loài Trichoptera trong họ Hydropsychidae. Chúng phân bố ở miền Tân bắc.